# Monsul
Monsul is een plaats (freguesia) in de Portugese gemeente Póvoa de Lanhoso en telt 806 inwoners (2001).

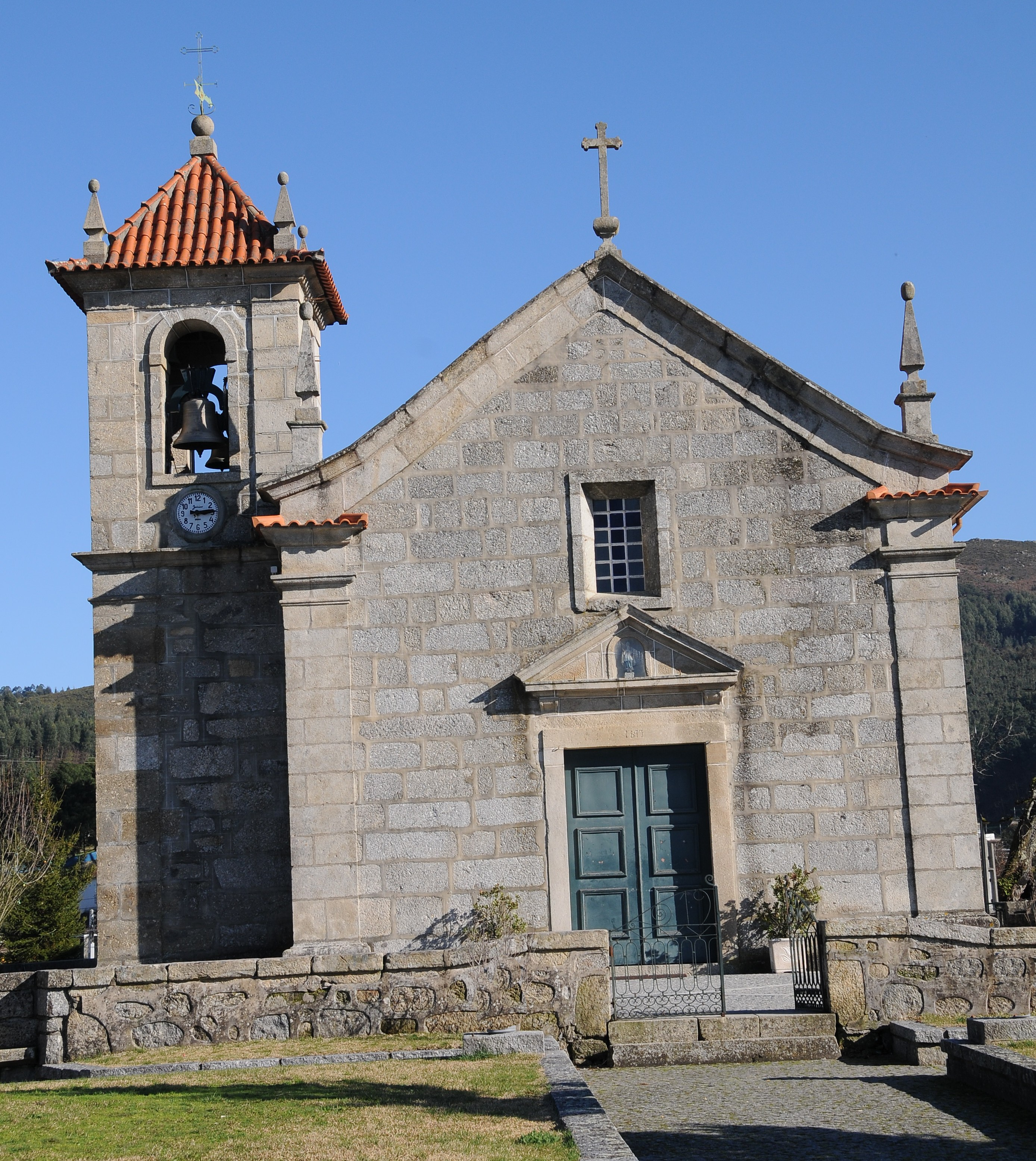
Kerk van Monsul

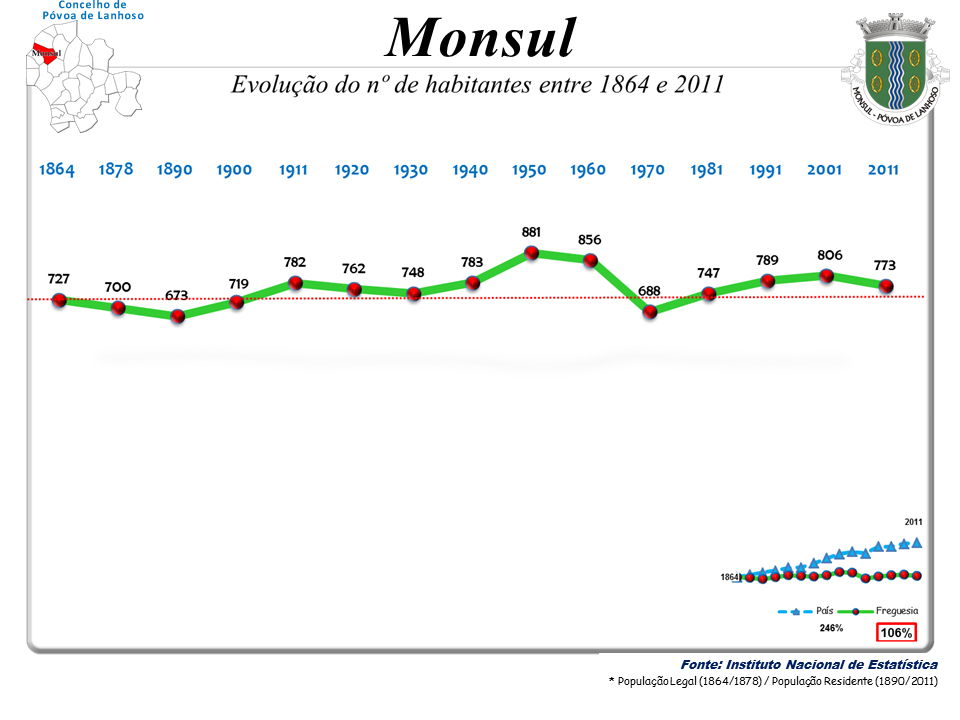
Bevolkingsontwikkeling tussen 1864 en 2011